# فيشر تايجر
فيشر تايجر وهو شخصية خيالية التي ظهرت في سلسلة الانمي والمانغا ون بيس، وهو يلقب ب«المغامر», ويعتبر أول قائد لقراصنة الشمس ومؤسس قراصنة الشمس، وقد مات قبل اثنى عشر سنة.ظ

## معلومات قصيرة عنه
الاسم بالعربية: فيشر تايجر
الاسم باليبانية: フ ィ ッ シ ャ ー · タ イ ガ ー
الاسم بالإنجليزية: Fisher Tiger
أول ظهور في المانغا: الفصل 521
أول ظهور في الانمي: الحلقة 415
الانتمائات: قراصنة الشمس، مقاطعة البرمائيين (سابقا)
المهنة: قرصان، كابتن، رحال، عبد (سابقا)
يوم الميلاد: 5 نوفمبر
الحالة: متوفى
المكافأة: 230.000.000 بيلي (سابقا)

## مظهره
هو قرش نمر برمائي، ولون بشرته احمر لديه شفاه بارزة واسنان حادة، وهو ضخم وطويل جدا أطول من جينبي، ومفتول العضلات، ويده شعر مجعد طويل لونه اسود مع لحية سوداء طويلة، ويوجد في وسط صدره شعار قراصنة الشمس الذي كونه هو، وضع فوق رأسه عصابة رأس حربية، وأيضا يرتدي تايجر قميص قصير مخطط لونه فضي مع خطوط بنية عليه وهو مفتوح الازرار، أيضا يرتدي معطف الكابتن على كتفيه ولونه ارجواني نع ازرار بيض، ويرتدي من الاسفل بنطال لونه اسود مع حزام لونه بني 

و عندما كان رحال كان يرتدي قميص (تي شيرت) لونه ازرق داكن مع حافات زرقاء فاتحة، ويوجد في وسط القميص صورة لفرس نهر مفتوح الفم، وقد كان يرتدي نفس الحزام البني والبنطال الأسود.

## شخصيته
كما قالت عنه بوا هانكوك فتايجر هو شخص متهور وشرس جدا حيث أنه هاجم الأرض المقدسة ماريجوس واحرق الأرض كلها وقام بإطلاق سراح العبيد البرمائينن وحتى البشر، ولكن كان هذا فقط كلام من هانكوك وفي حقيقة الأمر انه شخص مسامح ويمتلك رحمة واسعة، وقد طلب من جينبي وأورلنغ بأن لايقتلو البشر، وقد كان يعتبر اورلنغ وجينبي صديقاه المقربان إليه، وهو أيضا يكره البشر لكن ليس كثيرا فقد كرههم قليلا بسبب التنانين السماوية، وقد ظل مصرا على أن البشر والبرمائيين مختلفين عن بعضهم ولا يجب أن يعيشوا معا، وقد حاول ان يتقبل بالبشر لكنه لم يتمكن من ذلك، ولكنه اعتنى بالفتاة الصغيرة «كولا» وقد اوصلها إلى موطنها.

## قدراته وقوته
تايجر يعتبر بطل البرمائيين الاسطوري حيث أنه قام بتسلق الخط الأحمر الكبير (الذي يرتفع 10.000 متر عن سطح المحيط) بيديه وهاجم ماريجوس دون خوف من ان يتحدى حكومة العالم وقام بحرقها وإطلاق سراح جميع العبيد البرمائيين وحتى البشر، ومن بعدها كون قراصنة الشمس ليجوب البحر وهم قراصنة اقوياء جميعهم برمائيين ويحوي الكثير من البرامئيين الاقوياء مثل فارس البحر جينبي وفك الاسنان أورلنغ وجميع القراصنة البرمائيين (في ماعدى قراصنة الطائر وقراصنة البرمائيين الجدد) وأيضا يحوي الطاقم العبد السابقين ومنهم طبيب الطاقم«علاء الدين», وقد ارتفعت مكافأته لتصبح 230.000.000 بيلي في فترة قصيرة، وعندما كان في مقاطعة البرمائيين تمكن من هزيمة اورلنغ ومن ثم جينبي بلكمة واحدة فقط، وأيضا كونه برمائيي يعني انه اقوى من البشر العادي بعشر مرات وتايجر يعتبر اقوى من البرمائي العادي بمئات المرات، وقد تمكن من هزيمة كادار إدميرال البحرية الخلفي بضربة واحدة، ويمتلك تايجر قدرة تحمل عالية جدا حيث تحمل هجوم البحرية المفاجئ عليه مباشرة، لكن في نهاية المطاف ادى إلى نزفه الكثير ومن ثم موته، وأثناء هجومه على ماريجوس كان يحمل معه سيفا كبيرا وقاذفة صواريخ مما يعني انه محترف يف استخدام الاسلحة.

## معاركه
- فيشر تايجر ضد جينبي وأورلنغ وبقية سكان مقاطعة البرمائيين

النتيجة: فوز تايجر بسهولة
- فيشر تايجر ضد أرض ماريجوس

النتيجة: فوز تايجر
- قراصنة الشمس ضد قوات البحرية (عدة مرات)

النتيجة: فوز قراصنة الشمس
- فيشر تايجر ضد الادميرال الخلفي كادار

النتيجة: فوز تايجر بسهولة
- فيشر تايجر ضد قوات البحرية

النتيجة: فوز فيشر تايجر بصعوبة